# Rhododendron polycladum
Rhododendron polycladum är en ljungväxtart som beskrevs av Adrien René Franchet. Rhododendron polycladum ingår i släktet rododendron, och familjen ljungväxter. Inga underarter finns listade i Catalogue of Life.

## Bildgalleri

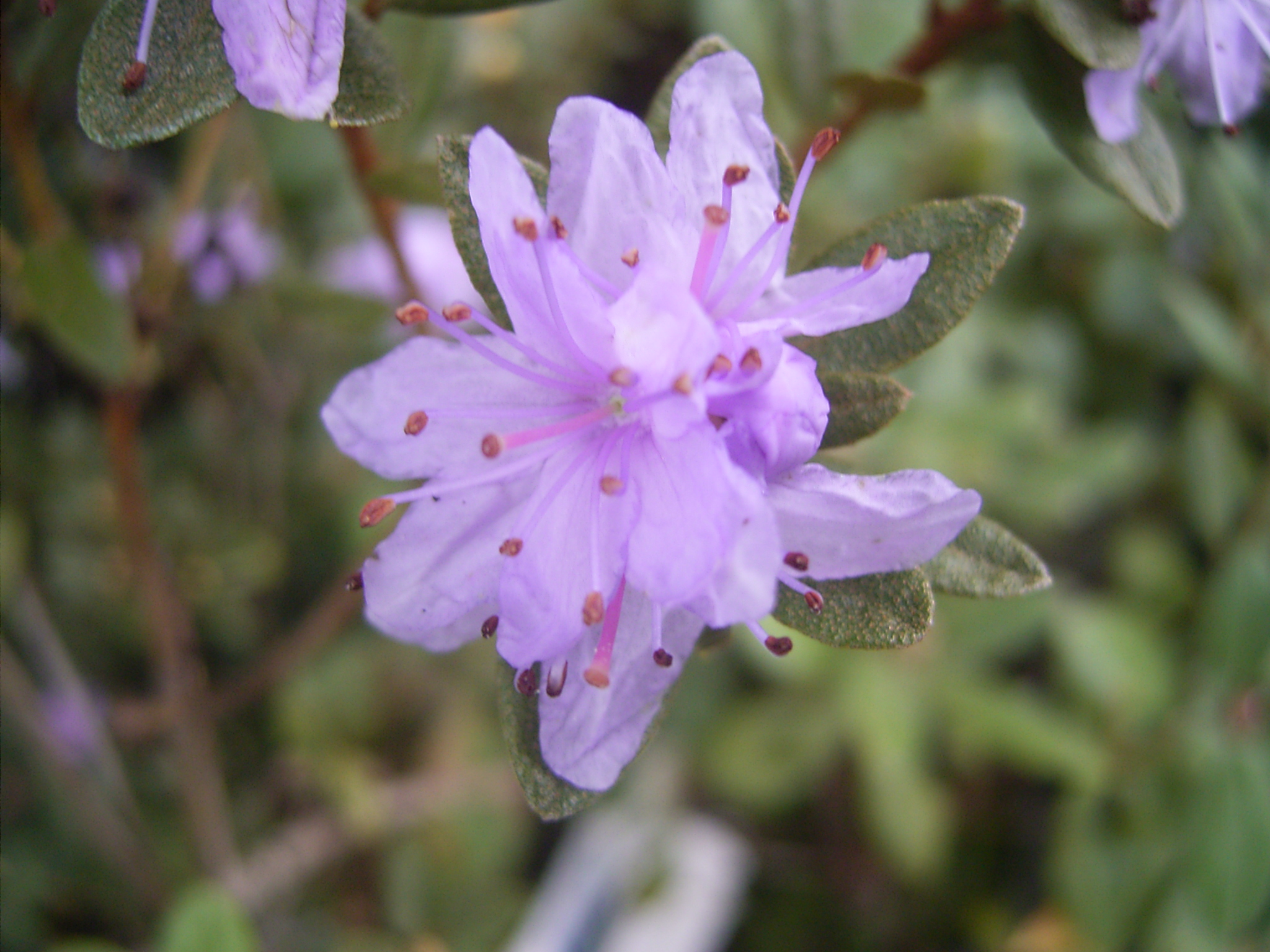
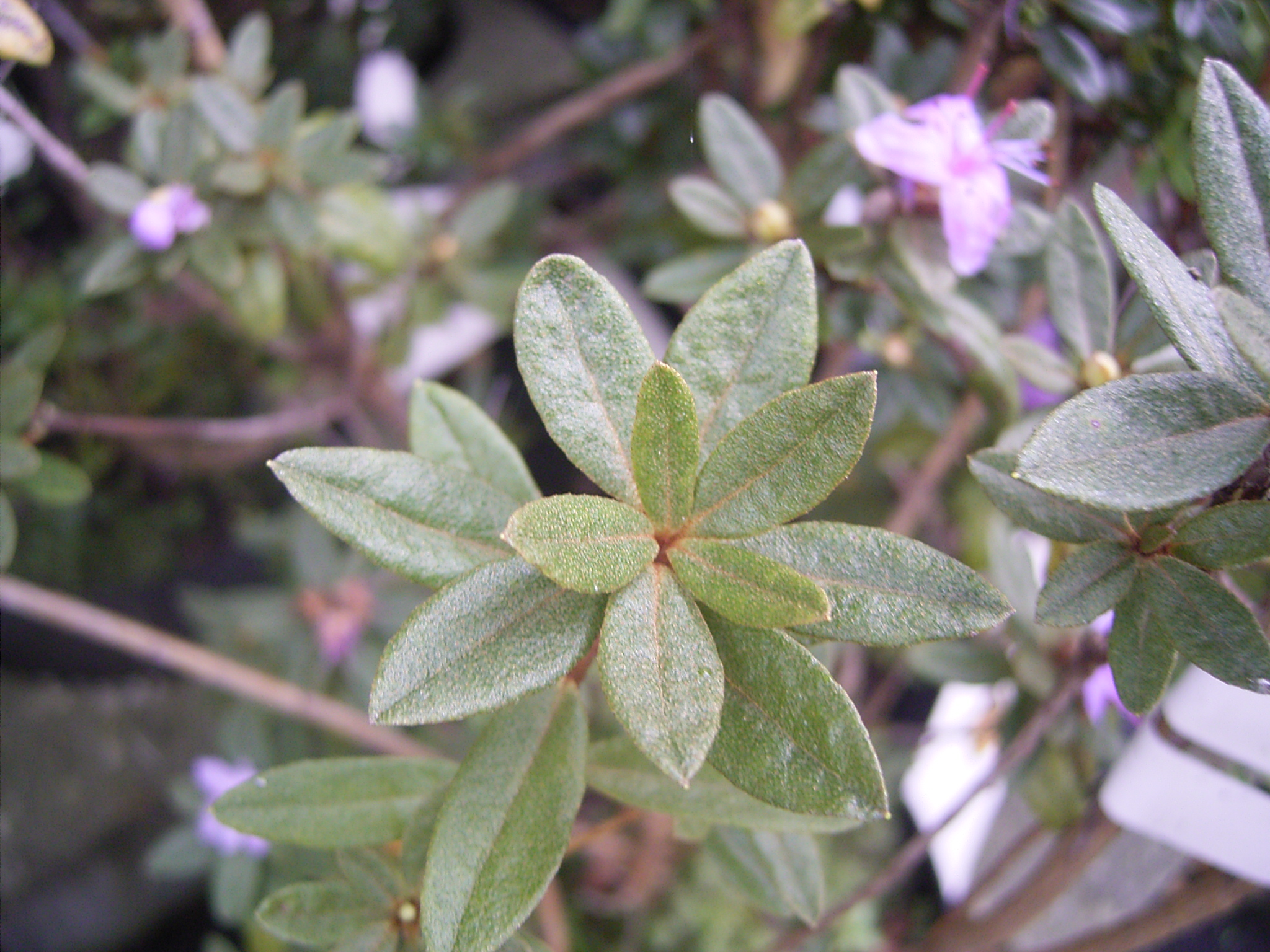
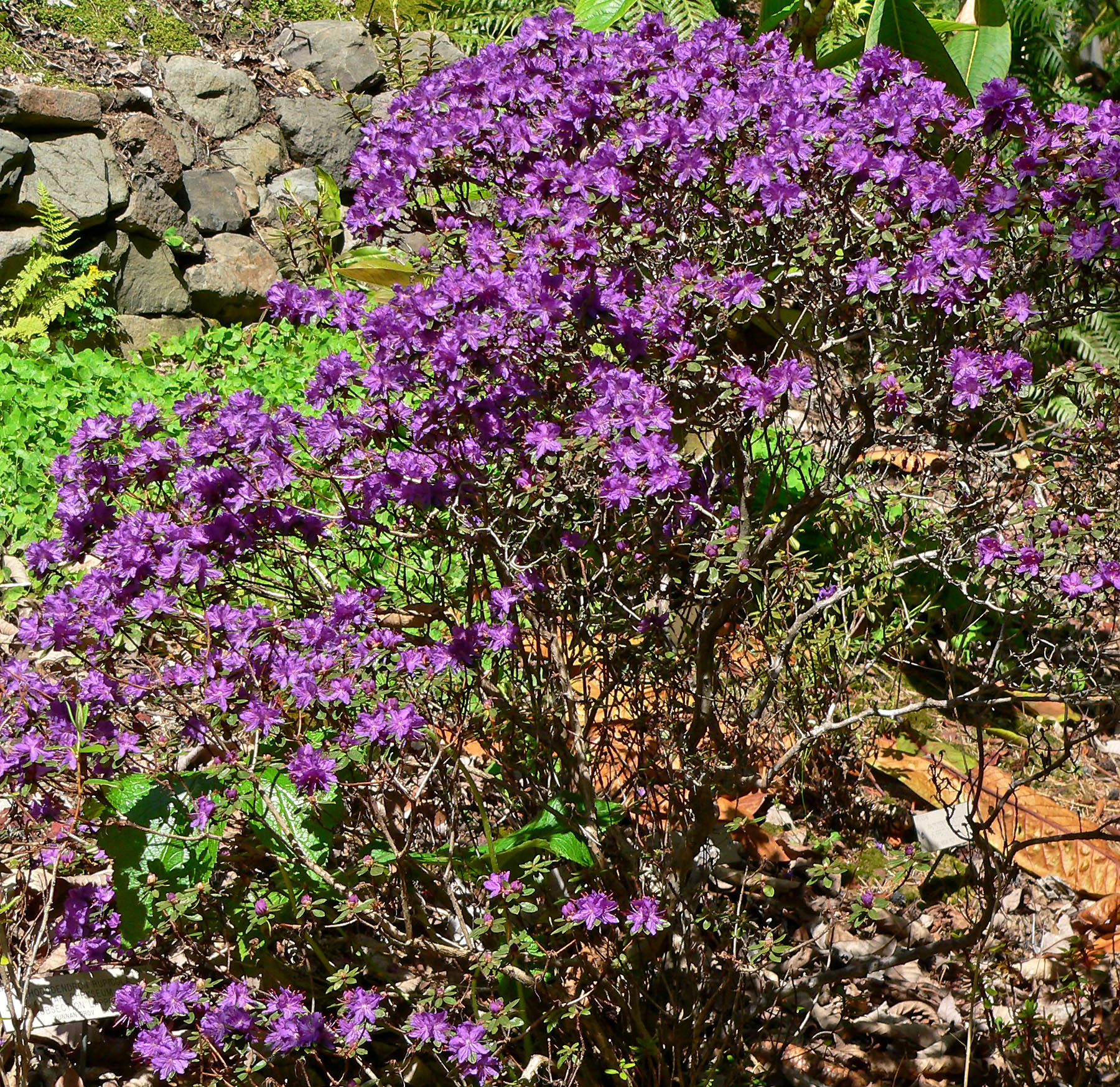
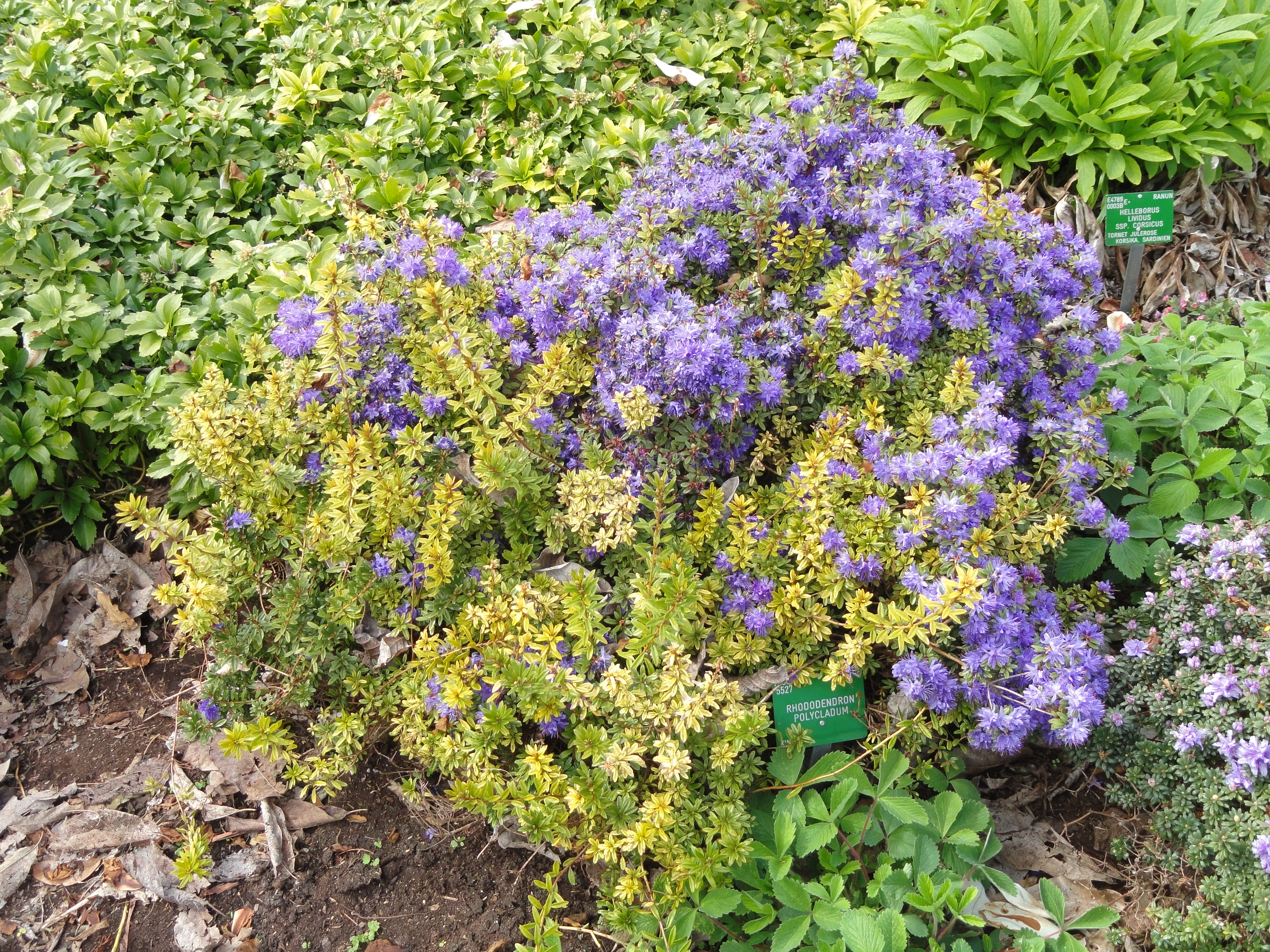
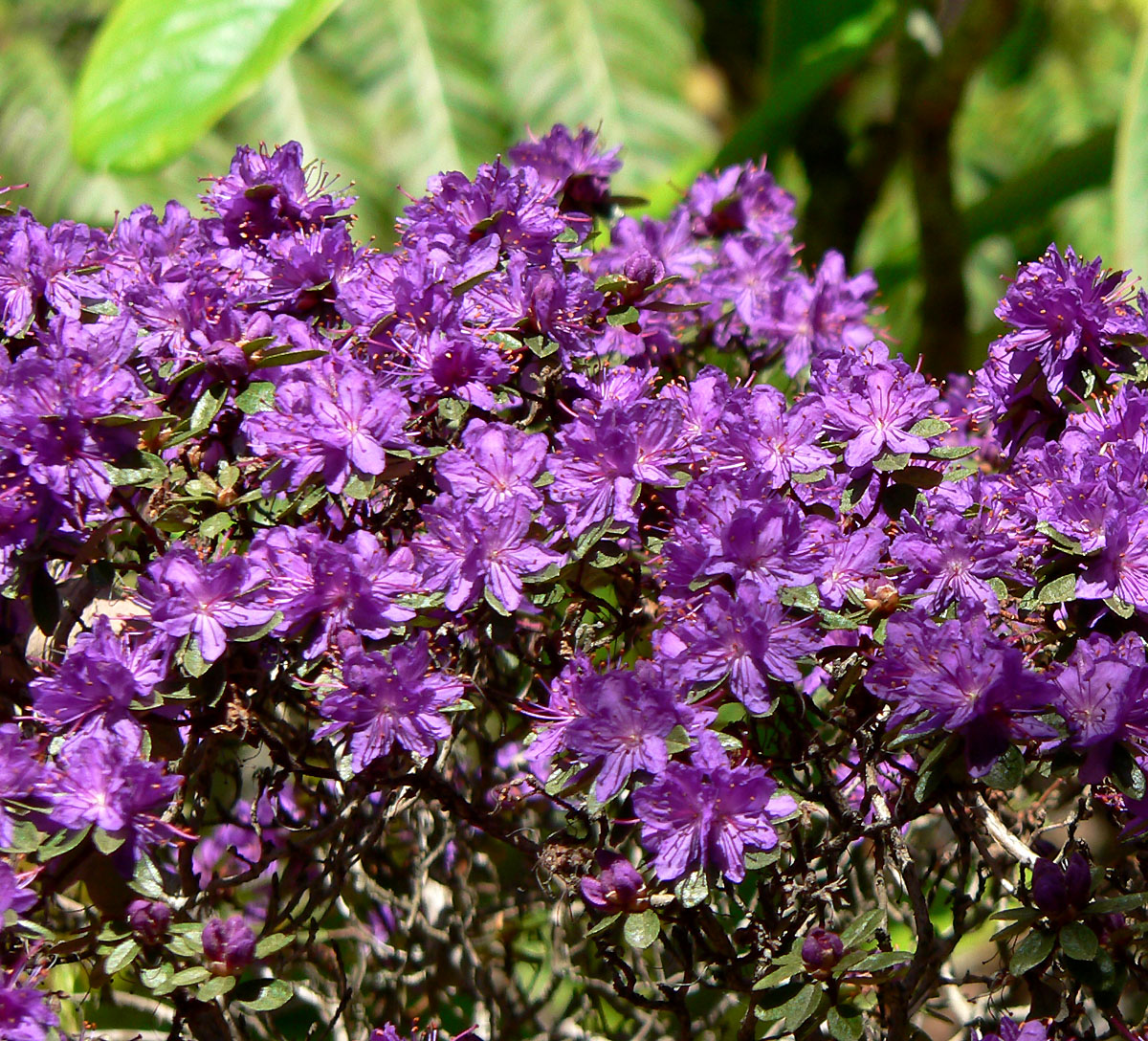
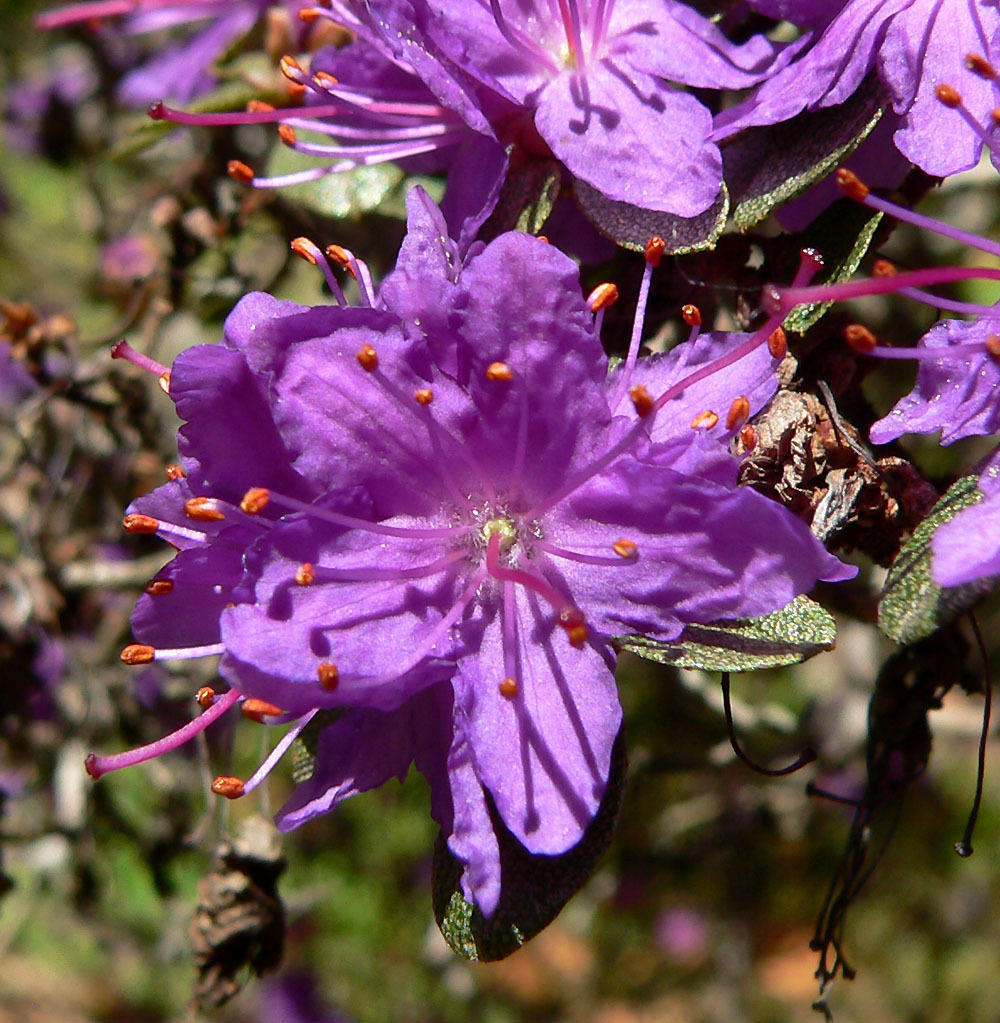